# 1951 في بلجيكا
فيما يلي قوائم الأحداث التي وقعت خلال عام 1951 في بلجيكا.

## سياسة

### تعيين في المنصب
- 17 يوليو – بودوان الأول ملك بلجيكا King of the Belgians  [لغات أخرى]‏.

### انتهاء فترة المنصب
- 16 يوليو – ليوبولد الثالث ملك بلجيكا King of the Belgians  [لغات أخرى]‏.

## رياضة
- 17 يونيو – جائزة بلجيكا الكبرى 1951 الفائز جوزيبي فارينا.

## مواليد

### فبراير
- 13 فبراير – ميشال بولنتير

### أبريل
- 21 أبريل – جان بيار داردين[1]

### مايو
- 12 مايو – غوستاف هيرمانز درّاج طريق بلجيكي.

### يونيو
- 26 يونيو – ماوريتس دي شريفر لاعب كرة قدم بلجيكي.[2]

### يوليو
- 5 يوليو – جيلبرت فان بينست لاعب كرة قدم بلجيكي.[3]
- 11 يوليو – والتر مويس لاعب كرة قدم بلجيكي.[4]
- 18 يوليو – ليو دي روبو سياسي بلجيكي.[5]

### سبتمبر
- 10 سبتمبر – لوك ميلكامبس لاعب كرة قدم بلجيكي.[6]

### أكتوبر
- 3 أكتوبر – كلودين شاتيل

## وفيات

### نوفمبر
- 6 نوفمبر – بيير براين (مواليد 1900) لاعب كرة قدم بلجيكي.